# Žerotín u Panenského Týnce
Žerotín (deutsch Scherotin, auch Scherta) ist eine Gemeinde in Tschechien. Sie liegt elf Kilometer südöstlich von Louny und gehört zum Okres Louny.

## Geographie
Der Ort befindet sich im Quellgebiet des Žerotínský potok am Rande des Waldgebietes Týnecký les. Nördlich des Dorfes führt die Staatsstraße 7 von Louny nach Slaný vorbei. Am westlichen Ortsrand stehen die Reste der Burg Žerotín.
Nachbarorte sind Panenský Týnec im Norden, Úherce im Nordosten, Pacov und Klobuky im Osten, Hořešovičky im Südosten, Zichovec und Samotín im Süden, Hvížďalka, Nová Ves und Hříškov im Westen sowie Bedřichovice und Sulec im Nordwesten.

## Geschichte
Das Dorf wurde 1250 erstmals urkundlich unter dem Namen Žirotín erwähnt. Besitzer war Ratiboř von Žirotín, dem sein Sohn Jan nachfolgte. Während der Herrschaft von dessen Sohn Habart, der auch Panenský Týnec zum Markt erhob und in der Dalimil-Chronik Erwähnung findet, entstand vor 1290 die Burg.
Die Ehe Habarts von Žirotín mit Scholastika von Sternberg, einer Tochter Zdeslav von Sternbergs, stand unter einem ungünstigen Stern. Scholastika war mit Harbart im vierten Grade blutsverwandt, und die Ehe blieb lange kinderlos. Erst 1290 erfolgte eine nachträgliche Anerkennung der Ehe durch Papst Nikolaus IV., die die Žirotíner vor dem Verlust der Herrschaft bewahrte.
Nachdem Scholastika durch Agnes von Böhmen von der Unfruchtbarkeit geheilt worden war, kam Habart 1280 seinem Versprechen nach und stiftete mit seinen Söhnen Jaroslav und Plichta das Kloster der Klarissen in Panenský Týnec. Jaroslav und Plichta von Žirotín kämpften als Deutschordensritter gegen die Prußen und Ritter Plichta zog ebenfalls an der Seite von Johann von Böhmen in die Schlacht bei Mühldorf. Die Herren von Žirotín standen während der Hussitenkriege fest auf der kaiserlichen Seite und lieferten sich viele Kämpfe mit den Aufständischen in Louny.
Seit dem 14. Jahrhundert findet sich auch die Ortsbezeichnung Žerotín, die schließlich zum Ende des 16. Jahrhunderts den ursprünglichen Namen Žirotín ganz ersetzte.
Die Žirotíner saßen bis 1462 auf der Burg, jedoch schon seit den Hussitenkriegen besaß Jan Zajíc von Hasenburg die halbe Herrschaft. Im 16. und 17. Jahrhundert wechselten die Besitzer öfter. Letzter Burgherr war Zdeněk Vratislav z Mitrovic, der die Herrschaft 1623 erworben hatte. Während des Dreißigjährigen Krieges fielen 1639 die Schweden ein und zerstörten die Burg sowie das Kloster in Jungfernteinitz. Die Burg Žerotín wurde nicht mehr aufgebaut und fiel wüst.
1678 kaufte Gundakar von Dietrichstein die Herrschaft Žerotín von Ferdinand Popel von Lobkowitz, der sie fünf Jahre zuvor erworben hatte. Dietrichstein schloss Žerotín an die Herrschaft Budyně nad Ohří an. Im 18. und 19. Jahrhundert wurden große Teile der Burgruine abgebrochen und als Baumaterial verwendet. Das Innere der Burg wurde ab 1857 als herrschaftliche Zwetschkendarre genutzt.

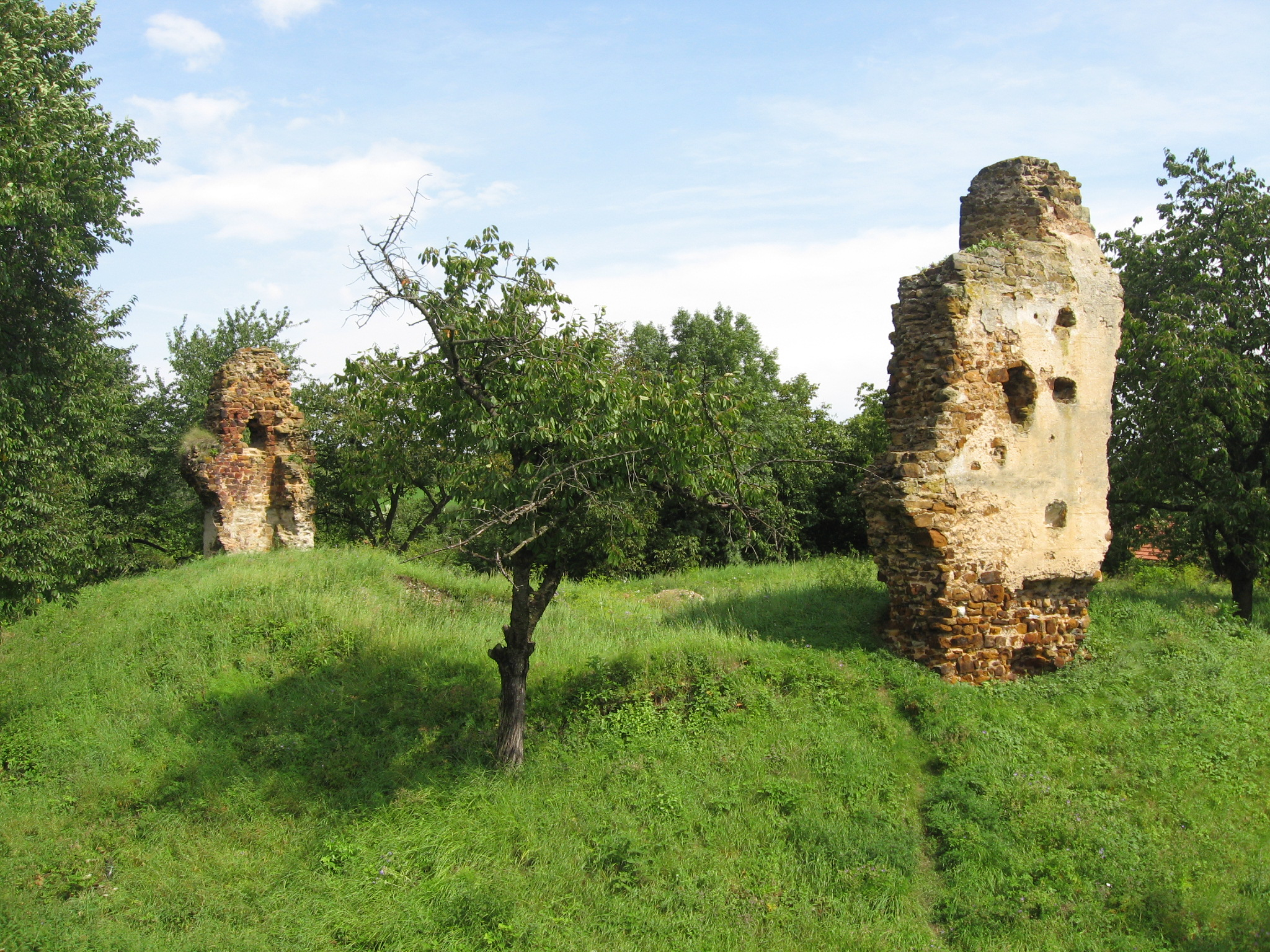
Reste der Burg Žerotín

## Sehenswürdigkeiten
- Reste der Burg Žerotín, 1639 zerstört
- Kirche St. Blasius bei der heilkräftigen Blasius-Quelle, östlich des Dorfes am Žerotínský potok an der Stelle des im Dreißigjährigen Krieg vernichteten Dorfers Pacov. Der Kirchenbau wurde nach 1680 von Jiří Adam II. Martinic auf Smečno und dessen Sohn in Auftrag gegeben. Die Kirche bildet auch den Stoff einer Erzählung von Václav Beneš Třebízský. Die Kirche liegt direkt an der Staatsstraße 7.